# Alexander Bruce Boswell
Alexander Bruce Boswell (ur. 1884, zm. 1962) – brytyjski historyk. 

## Życiorys
Wychowanek uniwersytetu w Oksfordzie. W latach 1908–1913 mieszkał w Warszawie, pracował pod dyrekcją Tadeusza Korzona w Bibliotece Zamoyskich a pod jego kierunkiem studiował dzieje średniowieczne Polski. Po powrocie do Anglii był wykładowcą slawistyki w Liverpoolu przez lat blisko 40. Pierwszą jego książką, napisaną podczas wojny światowej a wydaną za konferencji wersalskiej, była prawdziwa encyklopedia rzeczy polskich, jak poznał je za pobytu w Warszawie Poland and the Poles (London 1919). W wielkiej zbiorowej Cambridge Medieval History Boswell wprowadzał Polskę średniowieczną do nauki brytyjskiej rozdziałami Poland 1050-1303, t. 6 (1929); Teutonic Order, t. 7 (1932); Poland and Lithuania in the XIV and XV Centuries, t. 8 (1936). W czasie drugiej wojny światowej w szeregu broszur i odczytów informował o Polsce i jej sprawie świat anglosaski. W zbiorowej Cambridge History of Poland, t. 1 (1950) jego pióra są rozdziały obejmujące lata 1079-1300, oraz poświęcone stosunkom kulturalnym i społecznym w wiekach średnich i obu następcom Władysława Jagiełły. Był członkiem honorowym Polskiego Towarzystwa Historycznego i Polskiego Towarzystwa Naukowego na Obczyźnie, komandorem orderu Polski Odrodzonej.

## Wybrane publikacje
- Poland and the Poles, London: Methuen 1919 .
- The survival of Polish civilisation, London: The Hist. Association 1941.
- Past of Poland. A lecture delivered in London at a conference of school teachers on March 20th, 1943.
- The Eastern boundaries of Poland, Birkenhead: Polish Publications Committee 1943.
- Eastern Poland : its historical, etnographic, economic, political and cultural background, Chicago: Polish American Congress 1943.
- Poland in the light of the past. Lecture delivered at the conference on Poland for teachers, held at the University of Liverpool on September 25-26, 1943, Birkenhead: Polish Publications Committee 1943.
- Poland through the ages. Eight maps re-drawn from "The Eastern Boundaries of Poland", New York: Polish Infromation Centre 1943.
- Las fronteras del este de Polonia, La Habana: Compãnia Edit. de Libros y Folletos 1944.

## Wybrane publikacje w języku polskim
- "Polska i Polacy": Charakterystyka narodu polskiego przeł. Marian Kukiel [w:] Współcześni historycy brytyjscy. Wybór z pism, oprac. i przedmową zaopatrzył Jerzy Z. Kędzierski, słowo wstępne G. P. Gooch, Londyn: B. Świderski 1963, s. 41-54.